# Luna Frnjau
Luna Frnjau (eng. Sandra Jennifer "Sandy" Cheeks) je glavni lik iz popularne animirane serije Spužva Bob Skockani. Luna je smeđa vjeverica i Spužva Bobova dobra prijateljica. Poznata je po teksaškom naglasku, karateu i znanosti. Prvi put se pojavljuje u epizodi "Čajanka".

## Izgled
Luna je vjeverica čije je krzno smeđe boje; na čelu, rukama i nogama je tamnija boja krzna, a oko usta i na trbuhu svjetlija. Luna ima crne oči, ružičasti nos i dva velika prednja zuba. Kad se nalazi izvan svoje kuće, ona nosi astronautsko odijelo. Odijelo je bijele boje, s malim žutim kvadratićem na kojem je slika žira. Na njezinim rukama su po dvije crvene i plave prugice. Preko glave nosi okruglu staklenu kacigu punu zraka, s jednim cvijetom koji ima žuti tučak i ljubičaste latice. Kad nosi odijelo, Luna nosi i sive čizme, s po jednom crvenom točkicom na svakoj od njih.
Kad se pojavljuje u svojoj kući, Luna je obično u odjeći ljubičaste boje, što obično podrazumijeva bikini, kojem je gornji dio ljubičast, a donji je ljubičasto-zelen i nalik na suknju. U epizodi "Previše obveza", kad je u svojoj kući imala znanstvenu konferenciju, Luna je bila odjevena u ljubičastu haljinu. U epizodi "Preživljavanje idiota" je nosila bijelu haljinu. U jednom dijelu epizode "Karate udarci" Luna nosi ljubičastu spavaćicu s kapicom na glavi u svojoj sobi. U epizodi "Lunina raketa" je nosila svijetlo plavu spavaćicu što se vidjelo na pola sekunde. U epizodi "Netko je s Lunom u kuhinji", kad je maknula svoje krzno, Luna je imala samo ljubičasti grudnjak i gaćice. Često se može vidjeti i da Luna nosi rukavice za karate, koje su uglavnom zelene ili crvene boje.

## Osobnost
Luna je poznata kao ljubazna i brižna vjeverica. Ona voli Spužva Boba i tužna je kad ga nema u blizini. Njezini mudri savjeti ponekad pomognu Spužva Bobu da se izvuče iz nevolje. Recimo, u epizodi "Izgubljen u Bikini dolini" njezini savjeti su mu pomogli kad se izgubio. Njezina briga za Spužva Boba (kojeg zove "Spužvasti") je istaknuta u novijim epizodama, ali ne i u starijim, gdje je Luna bila malo luđa. Recimo, u epizodi "Tjedan pred zimski san" je tjerala Spužva Boba da igra razne opasne igre s njom, zbog čega je on odlučio pobjeći. Tada je ona natjerala sve građane Bikini doline da po cijele dane traže Spužva Boba, zbog čega su se i oni sakrili od nje kao i Spužva Bob prije njih.
Luna je vrlo ponosna na svoje teksaško porijeklo i priča s jakim teksaškim naglaskom (u originalnoj verziji). U epizodi "Teksas" se vidi kako joj je jako nedostajao dom, pa je plakala nekoliko puta i čak napisala pjesmu posvećenu Teksasu. Ona je skupila puno iskustva u Teksasu i ne dopušta da ga itko vrijeđa, pa makar i Spužva Bob ili Patrik. Kad su se njih dvojica smijala na račun Teksasa i izrugivali ga, Luna ih je počela loviti i okrutno je napala Patrika.
U nekim epizodama se pokazuje i da je Luna vrlo arogantna, te da ima vrlo visoko mišljenje o sebi. U epizodi "Luna, Spužva Bob i crv" je ignorirala Spužva Bobova upozorenja o divovskom crvu, a jedan od razloga je bio i to što je crv iz Teksasa. Ipak, ispostavilo se da je u krivu, jer je divovski crv počeo napadati grad. U epizodi "Pritisak" je tvrdila da su kopnena stvorenja bolja od morskih i skoro se ugušila da to dokaže.
Također, često se vidi da je Luna vrlo hrabra. Ona često zna spasiti Spužva Boba i prijatelje iz neke opasne situacije. Luna brine o Spužva Bobu te će često učiniti sve da ga spasi.

### Antagonizam
- U epizodi "Teksas", okrutno je napala Spužva Boba i Patrika jer su vrijeđali Teksas, te ih je pokušavala uloviti. Na kraju epizode je također napala Patrika kad je promrmljao: "Glupi stari Teksas". Ipak, Spužva Bob i Patrik su zapravo to i htjeli učiniti da je dovedu do Rakove poslastice (gdje ju je čekalo iznenađenje).
- U epizodi "Tjedan pred zimski san", kad su je Spužva Bob i Patrik probudili tijekom zimskog sna, ona ih je počela loviti misleći da su teksaški zlikovci iz njezinog sna, Prljavi Dan i Glupi Lovro. Također, jako se naljutila na njih dvojicu kad je otkrila da su joj ukrali njezino krzno. Ipak, ovo se ne može baš računati kao pravi antagonizam jer je Luna bila probuđena usred hibernacije i nije bila sva svoja.
- U epizodi "Pritisak", natjerala je Spužva Boba, Patrika, Kalamarka i g. Kliještića na otok da izdrže na zraku jednu minutu, što ih je moglo ubiti. Ipak, spasila ih je kad su ih napale opake ptice.
- U epizodi "Patrik Pametni", udarila je Patrika i izbacila ga nakon što je on implicirao da je Luna glupa. Tu se može vidjeti Lunina arogancija, ali je ovaj antagonizam donekle opravdan jer ju je Patrik ipak uvrijedio.
- U epizodi "Kalamarko-vizija", upala je u Kalamarkovu televizijsku emisiju nepozvana i počela plesati, čime je ometala emisiju (iako nije bila jedina).
- U epizodi "Netko je u kuhinji s Lunom", bila je u javnosti samo u grudnjaku i gaćicama, te je čak uhićena zbog toga. Ipak, valja navesti da je krivac bio Plankton, koji je ukrao njeno krzno.
- U epizodi "Čari rodea", bila je gruba prema Spužva Bobu u više navrata. Ipak, spasila ga je kad ga je žaba otela tijekom rodea, zbog čega je pobijedila.
- U epizodi "Mačak Kenny", bila je oštra i sumnjičava prema Kennyju (doduše, u drugom je bila u pravu). Osramotila je Kennyja pred njegovim obožavateljima i razotkrila ga kao varalicu. Kasnije, dok je Kenny sa Spužva Bobom planirao kako da opet postane slavan, Luna ga je poslala natrag na kopno i dodala: "Nikad ne viruj mački", što pokazuje njezine predrasude.
- U epizodi "Spužva Bobe, otpušten si", provodila je pokus dajući ljudima da jedu otrovnu hranu besplatno.
- U epizodi "Lunina žirasta muna", tražila je previše od svog drva i radila žirasti putar, te pokušala ponovno iskoristiti gnojivo iako je vidjela da drvo izgleda loše. Ipak, kad joj je šaman objasnio situaciju, ona je shvatila da je pogriješila i bilo joj je žao zbog toga.
- U epizodi "Popis za kupnju", oštro je napala Kliještića jer je doveo nju i Spužva Boba u opasnost.

### Zločinačke uloge
- U epizodi "Tjedan pred zimski san", prvo je tjerala Spužva Boba da s njom radi opasne stvari kao vožnja po velikim visinama ili traženje sijena u plastu igala, zbog čega se Spužva Bob sam ozlijeđen sakrio. U ovoj epizodi je Luna dovela Spužva Boba u životnu opasnost. Nakon toga je danima tjerala građane Bikini doline da svuda gledaju i traže Spužva Boba. Kad su i oni pobjegli, Luna je skoro uništila grad u potrazi za njim.[15] Ovo je prvi put da je Luna prikazana kao negativka; ovo je i njezina druga najgora uloga ikad.
- U epizodi "Preživljavanje u prirodi", svjesno je poslala Spužva Boba i Patrika u opasnost u šumu kako bi testirala njihove sposobnosti preživljavanja. Nakon što su zbog Patrika ostali bez hrane, vode i šatora, otišli su u špilju gdje su upoznali čudnog starca. Situacija je bila loša do te mjere da su Spužva Bob i Patrik zamalo pojeli jedan drugoga. Starac ih je jedva spriječio te otkrio da je on ustvari Luna; dala im je medalju i rekla da je samo testirala njihove sposobnosti. Lunu je stigla sudbina kad su Spužva Bob i Patrik htjeli pojesti nju.[18]

### Lunini zločini
- Nasilje. ("Teksas")
- Napad. ("Preživljavanje idiota")
- Trovanje. ("Spužva Bobe, otpušten si")
- Dovođenje dvoje ljudi u opasnost i skoro smrt. ("Preživljavanje u prirodi")
- Pretjerano korištenje prirodnih bogatstava. ("Lunina žirasta muna")
- Golotinja u javnosti. ("Netko je s Lunom u kuhinji")

## Biografija

### Rođenje i djetinjstvo
Luna Frnjau rođena je 17. studenog 1987. kao kćer Mame i Tate Frnjau u gradu Houstonu, u američkoj državi Teksas. Poznato je da je na isti dan rođen i njezin brat blizanac kojem su roditelji dali ime Ranko.
Lunina mama, koja je također imala interes za karate, rekla je Luni da treba raditi karate s ljubaznošću i ne ga koristiti za osvetu.

### Rana odrasla dob
Kad je Luna postala odrasla, prvo što je učinila je to da je naučila voziti. Zatim se pridružila kompaniji koju su vodile tri čimpanze; profesor Percy, doktor Marmelada i lord Reginald. Oni je ponekad dolaze posjetiti da vide je li izumila nešto novo i kako je potrošila njihov novac. Glavni razlog zbog kojeg je kompanija poslala Lunu na dno oceana, u Bikini dolinu, jest da prouči život pod morem.

### Upoznavanje Spužva Boba
Luna i Spužva Bob su se upoznali u epizodi "Čajanka", ujedno i prvoj epizodi u kojoj se pojavila i Luna. Na početku epizode Spužva Bob je šetao u Poljima meduza, i iznenada je vidio Lunu kako se bori s divovskom školjkom. Oni su se tijekom borbe protiv školjke upoznali, a školjka je na kraju bila poražena. Luna je rekla Spužva Bobu da bi mogli "bit' ka srdela i more". Idućeg dana joj je Spužva Bob došao na čaj, a tad je upoznala i Patrika. Kad su se Spužva Bob i Patrik skoro osušili zbog nedostatka vode, Luna im je dala kacige s vodom i otad je Spužva Bob često posjećuje i druži se s njom.

### Luna danas
Danas Luna živi u svojoj kući punoj zraka, gdje ima veliko drvo i na njemu kućicu. Luna se već navikla na Bikini dolinu, iako još govori teksaškim naglaskom. U više epizoda se vidi da je Luna definitivno najpametniji lik u seriji; tijekom epizoda izumila je mnoge stvari, uključujući čak i stroj za kloniranje. Luna također jako voli karate, što ona i Spužva Bob često rade. Luna je vrlo zdrava, snažna i atletski građena.
Luna voli i ekstremne sportove, što se vidi u epizodi "Tjedan pred zimski san". Ona je često i u Slanom plićaku, pogotovo u starijim epizodama. Lunin najbolji prijatelj je Spužva Bob, ali se ona često druži i s Patrikom te jastogom Lovrom. Ona voli jesti u Rakovoj poslastici. Luna je jedna od Spužva Bobovih najboljih prijatelja, te njih dvoje zajedno često idu u razne avanture.

## Sposobnosti i vještine
Luna ima puno raznih vještina i sposobnosti, a među njima su:
- Karate - Luna je odlična u karateu, te ga često vježba sa Spužva Bobom kojeg redovito pobjeđuje. U jednoj epizodi je čak dobila "crnji pojas", najviši pojas u karateu (viši i od crnog).[22]
- Znanost - Luna je jako vješta znanstvenica, koja je izumila mnogo stvari tijekom serije i čak otputovala u svemir.[23] U starijim epizodama se nije toliko bavila znanošću, nego se njome bavi sve više kako serija odmiče.
- Pjevanje - Luna je vrlo dobra u pjevanju; prvi put je pjevala u epizodi "Teksas".
- Sviranje - Luna odlično svira gitaru. Nekoliko puta je svirala dok je u isto vrijeme i pjevala (npr. u epizodi "Teksas"). Također, u epizodi "Kalamarkov bend", kad su svi prijatelji oformili grupu, Luna je svirala gitaru.[24]
- Bacanje lasa - Luna jako dobro baca laso, što se vidi u nekim epizodama kao "Luna, Spužva Bob i crv" ili "Žvakaća na dar". Njezino bacanje lasa ponekad i spasi Spužva Boba i prijatelje iz neke opasne situacije.
- Matematika - Luna je dobra u matematici, što se vidi u epizodi "Patrik Pametni" gdje je davala lekcije Patriku (koji je u toj epizodi postao superpametan).
- Zadržavanje daha - Luna može na neko vrijeme zadržati dah pod vodom. To se najviše vidi u epizodi "Pritisak", gdje je dugo držala dah i bila bez kacige samo da dokaže da su kopnena stvorenja bolja od morskih.
- Izumi - Luna je tijekom serije izumila mnogo raznih stvari. Ona je toliko dobra u tome da je izumila stvari kao zraka koja popravlja razbijene stvari ili stroj za kloniranje.
- Vožnja - Luna u nekoliko epizoda vozi svoj brod s lakoćom, te se vidi da je sjajna vozačiica.
- Vještine preživljavanja - Luna je vrlo dobra u preživljavanju na mjestima kao šuma ili svemir, što se posebno ističe u epizodi "Preživljavanje u prirodi".
- Vožnja na pijesku - Luna je vrlo dobra u tome. U epizodi "Tjedan pred zimski san" se zajedno sa Spužva Bobom spuštala po planini na školjci, a u epizodi "Odmor na Mjesecu" se vozila na Mjesečevom krateru.
- Lov na meduze - Luna voli loviti meduze, što se vidi u epizodi "Imao sam nezgodu" i u videoigri "Zaposlenik mjeseca".
- Fizička snaga - Luna je jako snažna i ima velike mišiće, što se vidi u mnogim epizodama. Ona je snažnija čak i od jastoga Lovre.[25]

## Situacije opasne po život
Luna nije često ozlijeđena u seriji ili u velikoj životnoj opasnosti, iako se i to ponekad događa. Razlozi su većinom njezino bavljenje znanošću i opasan život. U prvoj epizodi u kojoj se pojavljuje, "Čajanka", napala ju je divovska školjka, ali se uspjela spasiti i pobijediti je uz pomoć Spužva Boba. Nakon toga se još po nekoliko puta našla u životnoj opasnosti.

## Izumi
Tijekom serije, Luna se često bavila znanošću i zbog toga izumila mnoge stvari. Među njima su:
- Kacige s vodom - Luna je stvorila posebne kacige s vodom, kako bi morska stvorenja mogla disati vodu kad dođu u njezinu kuću.
- Kaciga sa zrakom - Lunina posebna kaciga u kojoj je uvijek zrak, kako bi mogla disati pod vodom. Na kacigi je i ružičasti cvijet.
- Lunin robot ("Što se dogodilo Spužva Bobu?") - poseban robot kojeg je izumila Luna na početku epizode. Njega je slučajno uništio Spužva Bob pa se Luna jako naljutila na njega.
- Grupa robota - roboti koje je Luna izumila i koji se nalaze u njezinoj posebnoj garaži. Ima ih preko 2.600, a pojavljuju se u epizodama "Čuvanje Lunine kuće" i "Vjeveričji rekord".
- Tajni rakburger - posebni narančasti rakburger iz epizode "Novi zombiji rakburgeri", koje je izumila Luna u Kliještićevom tajnom laboratoriju. Ipak, pokazalo se da prodavanje ovih rakburgera nije dobra odluka, jer su počeli pretvarati ljude koji ih jedu u zombije. Spužva Bob je svih spasio nahranivši zombije splačinama, a tajni rakburgeri su povučeni iz prodaje.[26]
- Raketa - raketa kojom se može putovati u svemir; viđena u epizodi "Lunina raketa".
- Helikopter - Lunin posebni helikopter koji vozi na kokosovo mlijeko. Pojavljuje se u epizodama "Spužva Bob protiv Velikog" i "Rakburger koji je pojeo Bikini dolinu".
- Podmornica - Lunina podmornica koja se pojavljuje u više epizoda.
- Gnojivo - gnojivo koje je Luna koristila da ojača svoje drvo i nahrani ga u epizodi "Lunina žirasta muna". Ipak, u početku je žireva bilo previše pa je Luna napravila žirasti putar. Kad je on dobio obožavatelje, Luna je počela previše iskorištavati to gnojivo na svom drvu. Na kraju je ipak sve spašeno, a Luna je odlučila naručiti zemlju iz Teksasa.[27]
- Avion od drva - avion kojeg je Luna napravila za Spužva Boba. Cijeli je od drva.
- Spužvotragač - uređaj koji može naći svaku spužvu u radijusu od nekoliko kilometara. Taj uređaj je uništio Kalamarko u epizodi "Što se dogodilo Spužva Bobu?" pošto nije htio da se Spužva Bob pronađe. Uređaj se nikad poslije nije vidio u seriji.[5]
- Duge čizme - čizme koje je Luna izumila u epizodi "Zapeo na krovu". Htjela ih je iskoristiti da pomogne Spužva Bobu sići s krova Rakove poslastice, ali su se čizme otele kontroli te su slučajno udarile Kalamarka koji je odletio daleko u zrak.[28]
- Kaciga za žireve - kaciga koja omogućava razgovor sa žirevima. Luna je spominje na početku epizode "Zdravo čimpanze" kao jedan od njezinih novijih izuma.
- Uspavljujuća zraka - Luna je izumila poseban pištolj koji ispaljuje uspavljujuće zrake. Patrik i Spužva Bob su ga koristili u epizodi "Prijatelji špijuni" dok su špijunirali Planktona.
- Transporter - stroj koji može transportirati stvari daleko. Imao je važnu ulogu u epizodi "Savršena kemija", gdje su ga Plankton i Luna popravljali. Plankton je, doduše, to htio iskoristiti za svoje zle planove.
- Protogenerator 2000 - stroj koji može klonirati druga stvorenja. Luna je taj stroj predstavila ostalim kolegama znanstvenicima u epizodi "Previše obveza", gdje je klonirala Spužva Boba i napravila dvije kopije.[14]
- Hlačofon - mali telefon koji se nalazi u hlačama. Spužva Bob i Patrik su ga koristili u epizodi "Prijatelji špijuni".
- Zraka za popravljanje - pištolj s laserskom zrakom koja može popraviti razbijene stvari. Luna ga je koristila nakon što su joj Spužva Bob i Patrik porazbijali sve stvari, i uspjela je.[29]
- Robotska kocka - naizgled obična Rubikova kocka, u kojoj se ustvari skriva umjetna inteligencija. Viđen je nakratko u epizodi "Čuvanje Lunine kuće", a više o njemu saznaje se u epizodi "Rakburger koji je pojeo Bikini dolinu".

Ovo su samo neki od izuma; tijekom sezona i epizoda ih je bilo još dosta.

## Obitelj

### Roditelji, bake i djedovi
Lunini roditelji se ne pojavljuju u normalnim epizodama. Mama se pojavila samo u videoigri "SpongeBob's Boating Bash", a tata se pojavljuje samo u knjizi "Hura za tate". Spužva Bob ga je jednom glumio u epizodi "Luna, Spužva Bob i crv". Njihova prava imena nisu otkrivena, nego ih se spominje kao Mama Frnjau i Tata Frnjau.
Lunini bake i djedovi nisu poznati niti su se dosad pojavili u seriji. Jedini koji se spominje je "Djed Frnjau". Prema epizodi "Odmor na Mjesecu", on je bio prva vjeverica koja je ikad otišla na Mjesec. Tamo je izumio pokret za vožnju (rolanje) pod imenom "Tura po Saturnu".

### Braća, sestre, rođaci
Luna nema sestru, ali ima brata Ranka. Ranko joj je u epizodi "Čari rodea" poslao pismo koje govori o tome da Luna mora doći na rodeo u Teksas i obraniti titulu prvaka. To je ujedno i jedini put da se on uopće spominje.
Od drugih rođaka poznata je Lunina prateta Roza, koja je živjela u Teksasu. Ona je poznata i kao prva vjeverica koja je otkrila naftu, zbog čega je među vjevericama postala slavna. U epizodi "Vjeveričji rekord" se otkriva da Luna ima oko stotinu rođaka svizaca. Jedini koji je otkriven po imenu je Grof Frnjau. U epizodi "Stanko S. Skockani" se pojavljuje i jedan neimenovani Lunin rođak koji je htio dobiti posao u Rakovoj poslastici, ali Kliještić mu nije dao posao.

### Preci
Od Luninih predaka poznata su dva. U epizodi "Junak Zapada" se nakratko može vidjeti vjeverica iz doba Divljeg Zapada, koja je izgledala točno kao Luna. Njezin drugi predak se, pak, spominje u epizodi "Glupani i zmajevi", gdje je imao veliku ulogu. Izvorno je srednjovjekovna Luna bila ratnica koja je radila za zlog čarobnjaka lorda Planktonamora; nosila je nadimak Mračni vitez (eng. Dark Knight). Nakon što ju je Spužva Bob porazio u karateu, ona se pridružila njemu, Patriku i Kalamilku (srednjovjekovnom pretku Kalamarka) kako bi spasila princezu Koraljku od Planktonamora. Ušla je u dvorac lažući čuvarima da je uzela sa sobom trio kako bi ih mučila; zapravo su išli spasiti princezu. Luna je onesposobljena od strane Zmaja meduze, Planktonovog ljubimca, i nakon toga više nije sudjelovala u akciji spašavanja.

## Odnosi

### Spužva Bob Skockani
Luna i Spužva Bob su vrlo dobri prijatelji. Luna smatra njega svojim najboljem prijateljem, a on nju također smatra jednim od svojih najboljih prijatelja. Luna je čak njemu nadjenula nadimak: "Spužvasti". U mnogim epizodama se vidi da Luna često brine o Spužva Bobu, a i on o njoj. Oni zajedno dijele neke hobije kao karate ili znanost; u prvoj sezoni su se često družili i u Slanom plićaku. Spužva Boba zadivljuje Lunina hrabrost, pedantnost i pustolovnost, a nju zadivljuje Spužva Bobova nevinost, energija, optimizam i iskrenost. Često se vidi da je njihov odnos vrlo blizak.
U nekim epizodama su čak nagovještaji za to da su oni više nego prijatelji, te da su zaljubljeni jedno u drugo. Ta teorija se čini vrlo uvjerljiva. Čak i kreator serije Stephen Hillenburg je potvrdio da su oni ili će biti više nego prijatelji. Glumica koja daje glas Luni u engleskoj verziji, Carolyn Lawrence, je također uvjerena u to.

#### Nagovještaji ljubavnih veza
Evo nekih epizoda gdje se nalaze takvi nagovještaji:
- "Čajanka" (1c) - ova epizoda je puna nagovještaja. Kao prvo, kad Spužva Bob spasi Lunu od divovske školjke, ona kaže: "Sviđaš mi se, Spužvasti. Možemo bit' ka srdela i more". Također, iako Spužva Bob nije ništa znao o zraku, pravio se da sve zna samo kako bi je impresionirao. Bio je iznenađen jer nema vode u njezinoj kući, ali nije ništa rekao iako mu je voda nedostajala, kako ne bi povrijedio njezine osjećaje, ili se možda bojao da ga više neće voljeti ako shvati da mu treba voda. Spužva Bob, također, odlazi k Luni na čaj i kolačiće i nosi joj cvijeće. To bi se moglo uzeti kao neka vrsta spoja. Spužva Bob također dobiva savjete od Patrika kako da impresionira curu i bude "otmjen", što bi moglo ukazivati da je on mislio da bi oni mogli imati nešto više od prijateljstva, te vjerojatno nije znao da će postati tako bliski prijatelji.[21]
- "Poderane hlače" (2b) - i ova epizoda je puna nagovještaja. Na početku epizode Spužva Bob je bio sretan što nasmijava Lunu radeći stvari u pijesku. Kad se vidjelo da je Luna snažnija od njega, on je bio pomalo žalostan jer je nije mogao impresionirati. Također je bio ljubomoran na jastoga Lovru jer je privlačio Luninu pažnju. Kad je poderao hlače, to ga je učinilo smiješnim i poznatim na plaži, te je mislio da bi tako mogao još više impresionirati Lunu. Luna je također bila najžalosnija i zaplakala je kad je mislila da je Spužva Bob umro. Šokirao se kad je vidio da igra odbojku s Lovrom ("Ona se radije druži s Lovrom!"). I tekst pjesme aludira na ljubavnu vezu. Na koncu konca, bili su zajedno na plaži, što se također može protumačiti kao spoj.
- "Lunina raketa" (8a) - Spužva Bob je htio impresionirati Lunu hvatanjem vanzemaljaca, te je prokomentirao kako će ga još više voljeti kad joj donese pravog vanzemaljca.
- "MišićBob Nabildani" (11a) - Spužva Bob si je u toj epizodi nabavio lažne mišiće samo kako bi impresionirao Lunu. Također, Spužva Bob se zaista namučio vježbajući u toj epizodi, ali je vidio da bi s time mogao postići cilj: još više impresionirati Lunu!
- "Spužva Bob Strašljivi" (13a) - kad je zli Leteći Nizozemac došao oteti Spužva Bobovu dušu, Luna se činila najzabrinutija od svih te je histerično zavikala: "Spužvasti!".
- "Karate udarci" (14b) - u toj epizodi Spužva Bob i Luna se "prijateljski" nadmeću u karateu. Također, u Rakovoj poslastici Spužva Bobu se učinilo da u nekom kupcu vidi Lunu, te joj je namignuo i osjećao se usplahireno. Spužva Bob i Luna su imali zajedno piknik u parku, sami, što bi se isto moglo računati kao spoj. A kad ih je g. Kliještić našao kako rade karate, Spužva Bob je rekao da si ne može pomoći te je odabrao vježbanje karatea s Lunom ispred svog posla, što znači da mu karate s Lunom stvarno puno znači.
- "Sapunica" (15b) - umjesto da zove Patrika da ga vodi doktoru, zvao je Lunu, vjerojatno jer je najpametnija od svih njegovih prijatelja. Luna se također činila jako uznemirena kad Patrik nije htio odvesti Spužva Boba doktoru te se opasno posvađala s njim.
- "Valentinovo" (16a) - vidi se da njih dvoje razmjenjuju poklone na Valentinovo kao cura i dečko.
- "Teksas" (18a) - u ovoj epizodi Luna se želi vratiti u Teksas, a Spužva Bob i prijatelji je žele spriječiti. Tu također ima raznih nagovještaja. Kao prvo, Spužva Bob je bio jako tužan kad je vidio Lunu kako pati za svojim domom. Odlučio je dovesti Teksas u Bikini dolinu, te je trčao za autobusom u kojem se vozila glasno je dozivajući imenom. Luna je također odmah napala Patrika kad je vrijeđao Teksas, ali je Spužva Bobu dala šansu, rekavši da još može povući što je rekao. Spužva Bob je također stavio sebe i Patrika u opasnost kako bi doveo Lunu do Rakove poslastice. Također, na kraju epizode je pokazao svoju duboku brigu za nju kad je rekao da će je radije pustiti da zauvijek ode u Teksas nego da je gleda žalosnu ovdje, u Bikini dolini.
- "Tjedan pred zimski san" (27a) - rekao je kako će radije posvetiti svoje vrijeme njoj nego drugima. U cijeloj epizodi Spužva Bob stavlja sebe u opasnost kako bi se zbližio s njom. Kad je on nestao, ona je upregla cijeli grad da ga traži te je uništila nekoliko zgrada u potrazi. Kada ga je vidjela, odmah se smirila i zagrlila, što pokazuje koliko ona brine o njemu.
- "Vicevi o vjevericama" (31b) - kad se Spužva Bob šalio na njezin račun, strpljivo mu je rekla da prestane umjesto da se odmah iznervira. Na kraju epizode, kad su se pomirili, on joj ponovo donosi cvijeće.
- "Pritisak" (32a) - iako su se Spužva Bob i prijatelji šalili na njezin račun i ismijavali je, ona ih je odmah spasila kad su ih napale ptice.
- "Luna, Spužva Bob i crv" (40b) - Spužva Bob je bio vrlo zaštitnički nastrojen prema Luni te se jedini brinuo o njoj. Također je plakao kad je mislio da se ona ozlijedila.
- "Dobrodošli na tulum kod Spužva Boba" (51) - jedna od stvari koja se nije sviđala Spužva Bobu na njegovoj zabavi, bilo je to što su Luna i Lovro zajedno plesali.
- "Patrik pametni" (68a) - kad je Patrik postao dovoljno pametan da impresionira Lunu, on se odmah ražalostio i otišao kući plačući.
- "Zdravo čimpanze" (70b) - u toj epizodi Spužva Bob opet nije htio da Luna ode te je odlučio napraviti izum da zadivi njezine šefove, što nije nimalo lako.
- "Karate otok" (71b) - Spužva Bob je doveo Lunu na otok, vjerojatno kako bi je impresionirao. Iako je bio arogantan i neljubazan prema njoj u kratko vrijeme, Luna ga je ipak spasila.
- "Perika" (74b) - Luna je bila jedina koja se nije smijala Spužva Bobu zbog perike kako ne bi povrijedila njegove osjećaje.
- "Buha u njenom domu" (90a) - kad je Spužva Bob shvatio da je Luna otišla, šokirao se. Također, odmah joj je išao pripremiti zabavu za dobrodošlicu.
- "Što se dogodilo Spužva Bobu?" (98) - iako je bila gruba prema njemu na početku epizode, kasnije je ipak plakala kad je doznala da je on nestao te je bila najodlučnija od svih da ga nađe.
- "Previše obveza" (119b) - složio se da pomogne Luni, te kad je g. Kliještić zatražio njegovu pomoć, pokušao mu je reći da mora pomoći Luni.
- "Truth or Square" (123 & 124) - u toj epizodi se vidi kako su se njih dvoje vjenčali u predstavi. Ipak, Spužva Bob je bio jako zadovoljan kad je mislio o tome, te je moguće da to priželjkuje i u stvarnosti. Također, svećenik nije znao da je to predstava te bi oni mogli biti sasvim legalno vjenčani, a da to i ne znaju (ili znaju?).
- "Netko je s Lunom u kuhinji" (129a) - kad je davao Luni rakburger, Spužva Bob je imao sjaj u očima i rekao je da je "to za posebnog prijatelja". Također, iako nije mogao nikome otkriti tajnu formulu, ipak je poveo Lunu da joj pokaže kako sprema rakburgere.
- "Čari rodea" (138b) - u toj epizodi je htio na sve načine spasiti Lunu od rodea, te je čak oteo cijelu Bikini dolinu i odveo stotine građana u Teksas.
- "Savršena kemija" (152b) - Spužva Bob je htio da ga Luna zove "kolega izumitelju", jer joj je želio biti koristan. Bio je tužan i kad je shvatio da je više nervira nego pomaže. Kad je Luna nazvala Planktona "kolega izumitelju", on se tako rastužio da mu je srce puklo. Luna ga je odobrovoljila rekavši mu da može biti pokusni majmun, te kad ga je na kraju epizode nazvala "kolega izumitelju", on je bio presretan.
- "Odmor na Mjesecu" (161a) - u toj epizodi, Spužva Bob joj je kupio tortu za oproštaj prije odlaska na Mjesec. Također, ona je već imala dva para koturaljki, što znači da je moguće da je htjela povesti još nekog.
- "Čuvanje Lunine kuće" (165a) - Luna mu je dala kompliment kako lijepo pazi, a on je uzvratio kako cijeni njezinu pedantnost, na što se ona zacrvenila.
- "Mačak Kenny" (188a) - kad je Spužva Bob rekao da više ne treba kacigu s vodom, moguće da ju je htio impresionirati. Također, vidi se da je Luna bila ljubomorna na Kennyja.
- "Lunina žirasta muna" (201a) - na početku epizode su se zajedno smijali. Luna je zvala Spužva Boba radije nego Patrika. Na kraju joj je bilo žao zbog svega, te je odlučila za svoje drvo naručiti zemlju iz Teksasa.
- "Dopisni prijatelj" (202b) - Luna je pomagala Spužva Bobu da nauči letjeti kako ne bi razočarao dopisnog prijatelja.
- "Leteći mozgovi" (205a) - kad je Luna oštro napala zlog starca, Spužva Bob je rekao Patriku: "Volim kad Luna postane agresivna".
- "Imitacijsko ludilo" (207a) - zajedno s Patrikom, Planktonom, Kalamarkom i g. Kliještićem, imitirala ga je samo da mu pomogne da se prisjeti tko je on.
- "Divlji prijatelji" (215a) - Spužva Bob je išao na Luninu rođendansku zabavu.
- "Pomazi konjića" (225b) - u ovoj epizodi Patrik je postao konj. Kad je projahao na njemu kraj Lune, rekao je: "Dobro izgledate, gospođice Luna", a ona se zahvalila na komplimentu.

U kratkoj epizodi "Cvijeće za Lunu", Spužva Bob je izmislio praznik "Iznenadi Lunu dan". Ostavio joj je i poruku: "Za Lunu. Najpametniju i najljepšu vjevericu u Bikini dolini. Prijatelj".
Također, Vincent Waller, član tima koji radi na seriji, rekao je na Twitteru da je Luna originalno trebala biti Spužva Bobova djevojka.

### Patrik Zvijezda
Luna i Patrik imaju zanimljiv odnos. Često su prijatelji, te se ona, on i Spužva Bob zajedno druže u njezinoj kući. Međutim, ponekad su oni i u sukobu zbog toga što je Luna iznervirana Patrikovom glupošću, a Patrika zbunjuje Lunina pamet. Oni se prvi put susreću u epizodi "Čajanka", gdje pomaže Patriku, zove ga svojim "novim prijateljem" i poziva ga na čaj. U epizodi "Crv u uhu" je Luna pozvala Patrika da ode s njom k Spužva Bobu i rekla mu da treba njegovu pomoć. U epizodi "Patrik-igra" je davala Patriku savjete kako da napravi društvenu igru, a kasnije je uživala igrajući je. U epizodi "Sportovi" se suprotstavila Kalamarku koji je izmislio sport gdje se Spužva Bob i Patrik ozlijeđuju. U epizodi "Divlji prijatelji" Patrik je išao na Luninu rođendansku zabavu.
Ipak, oni su i često u sukobu. U epizodi "Sapunica" su se svađali oko toga treba li Spužva Bob ići kod doktora ili ne. U epizodi "Teksas" je Patrik ljutio Lunu vrijeđajući Teksas; doduše, to mu je bila i namjera. Također, u epizodi "Patrik Pametni", bila je vrlo ljuta na Patrika jer ju je uvrijedio. Iako su u početku bili prijatelji, Patrik je uvrijedio Lunu i implicirao da je glupa, zbog čega se ona naljutila, izbacila ga iz svoje kuće i rekla da joj se više sviđao kad je bio "školjkoglavi" (glup).

### Kalamarko Kraković
Luna i Kalamarko se nisu često susretali, ali obično su u dobrom odnosu. Kalamarko smatra da je Luna jedina normalna osoba u njegovom okruženju, a Luna uglavnom brine o Kalamarku i smatra ga prijateljem. Doduše, ponekad se i posvađaju, jer Lunu iznervira njegova ravnodušnost ili loše ponašanje prema Spužva Bobu i Kalamarku.
Prvi put da se Luna susretne s Kalamarkom je bio u epizodi "Spužva Bob Strašljivi", gdje se Luna uvrijedila jer je Kalamarko bio ravnodušan prema njezinom kostimu (zlatnoj ribici) na zabavi za Noć vještica u Rakovoj poslastici. U epizodi "Kalamarko neprijateljski duh" Luna je išla na Kalamarkov "sprovod". U epizodi "Teksas" je čak i Kalamarko želio da Luna ostane u Bikini dolini. Važniji susret je u epizodi "Pritisak", gdje je Kalamarko zajedno s Patrikom, Kliještićem i Spužva Bobom ismijavao Lunu tvrdeći da su morska stvorenja bolja od kopnenih. Ipak, ispričao joj se nakon što ih je sve Luna sve spasila od ptica. U epizodi "Smješkani" ga je posjetila u bolnici. U epizodi kad je Kalamarku njegov klarinet zapeo u grlu, ona je bila vrlo brižna prema njemu i pomagala mu je. Jedan od važnijih susreta bio je i u epizodi "Obrana lignje", gdje je Luna poučavala Kalamarka karate. U epizodi "Patrik-igra" se Luna naljutila na njega jer je ismijavao Patrikovu društvenu igru. Zadnji njihov važniji susret (zasad) je bio u epizodi "Sportovi". Kad je Kalamarko izmislio novi sport zbog kojeg su se Spužva Bob i Patrik ozlijeđivali, te kad se proglasio "Kraljem sporta", Luna je ustala protiv njega, pobijedila ga u svim sportovima i spasila prijatelje.

### Eugen H. Kliještić
Iako se Luna i g. Kliještić ne susreću često, većinom su u dobrim odnosima. Luna je također poznata po tome što ponekad ide u Rakovu poslasticu i uživa u rakburgeru. U epizodi "Netko je s Lunom u kuhinji" joj je zahvalio nakon što je spriječila Planktona da ukrade tajnu formulu. U epizodi "Zaleđene face" su se udružili kako bi se vratili kući. U epizodi "Rakburger koji je pojeo Bikini dolinu" su se više susretali, pogotovo na početku epizode. Kliještić je tamo i koristio njezin serum za rast na rakburgeru kako bi se obogatio. U epizodi "Novi zombiji rakburgeri" je Luna proizvela novu vrstu rakburgera surađujući s Kliještićem. U epizodi "Divlji prijatelji" je Kliještić došao na Luninu rođendansku zabavu.
Ipak, ponekad su i oni u sukobu. U epizodi "Pritisak" je ismijavao Lunu tvrdeći da su morska stvorenja bolja, a u epizodi "Popis za kupnju" je Luna bila jako oštra prema njemu nakon što je on poslao Spužva Boba i nju u opasnost.

### Šime Josip Plankton
Luna i Plankton se rijetko susreću tijekom serije i uglavnom su u lošem odnosu, uglavnom zato što Plankton želi ukrasti tajnu formulu i samim time on je Spužva Bobov neprijatelj. Prvi put kad se susreću je u epizodi "Netko je s Lunom u kuhinji", gdje je Plankton ukrao Lunino krzno kao još jedan plan da ukrade tajnu formulu. Doduše, to je propalo, Luna je porazila Planktona i zarobila ga, ali je policija umjesto Planktona uhapsila Lunu zbog golotinje u javnosti (nije imala svoje krzno). U epizodi "Došlo je iz Slanog plićaka" se Luna zajedno sa Spužva Bobom i Patrikom borila protiv njegovih zlih planova. U epizodi "Šalša imbecilikus" je Luna slučajno dala Planktonu ideju za krađu formule, a kasnije je Plankton (sada neinteligentan) bio protiv škole i samim time protiv Lune.
U epizodi "Savršena kemija" Luna i Plankton su se sprijateljili zbog zajedničke ljubavi prema znanosti. Plankton je iskorištavao to da ukrade formulu, ali Luna je to znala i nadigrala je Planktona na kraju epizode, spasivši tajnu formulu dok je Plankton ostao zatočen u praznoj boci gdje je formula inače bila. U epizodi "Imitacijsko ludilo" su zajedno igrali šah i ujedinili se da pomognu Spužva Bobu.

### Koraljka Kliještić
Luna i Koraljka se ne susreću često. Prvi put da se susreću je u epizodi "Teksas", gdje je Koraljka zajedno s ostalima htjela da Luna ostane u Bikini dolini. U epizodi "Problemi s mjehurićima" je Koraljka pomagala Luni disati zrak i rekla je da se "mi sisavci trebamo držati zajedno". Koraljka je također išla na Luninu rođendansku zabavu u epizodi "Divlji prijatelji".

### Jastog Lovro
Luna i jastog Lovro su dobri prijatelji, a to se najviše vidi u epizodama iz prve sezone. U nekoliko epizoda su viđeni kako se druže u Slanom plićaku. U epizodi "Mišić Bob Nabildani" su zajedno sudjelovali u bacanju sidra. Oboje su hrabri i vrlo snažni, tako da se vrlo dobro slažu.

### Karla Plankton
Luna i Karla se također ne susreću često, ali su uglavnom u dobrom odnosu. Obje su vrlo pametne, sposobne i zainteresirane za znanost. U epizodi "Savršena kemija" se susreću prvi put, i tad je Luna rekla kako je Karla lijepa, a ona je bila zahvalna na komplimentu. U epizodi "Zaleđene face" su surađivale kako bi se vratile kući. U epizodi "Šalša imbecilikus" se ipak najviše vidi njihov odnos. Nakon što su svi u gradu postali glupi kad se Planktonov umak proširio zrakom, Karla i Luna su ih morale podučavati. One jedine nisu postale glupe; Luna zbog zračne kacige, a Karla zato što je računalo. Zajedno su osnovale sveučilište, zbog čega se sve vratilo u normalu. Također, otkriva se i da Karla zna gdje Luna živi, što znači da ju je vjerojatno posjećivala u prošlosti.

## Citati
- E to je ono ča ja zoven rodeo! - epizoda "Luna, Spužva Bob i crv".
- Drži se, mali kockasti prika (Spužva Bobu) - epizoda "Čajanka".
- Sviđaš mi se, Spužvasti. Možemo bit' ka srdela i more - epizoda "Čajanka".
- Sigurno je fascinantno bit' morski stvor - epizoda "Čajanka".
- Ako tribate vodu, morali ste samo reć - epizoda "Čajanka".
- Moš' ić bit glup negdi drugdi? - epizoda "Imao sam nezgodu".
- Ništa ka vruća kupka da se vjeverica osića ka nova žena - epizoda "Netko je s Lunom u kuhinji".
- Vi niste ništa neg' čisto zlo... ka stripovi iz novina - epizoda "Preživljavanje idiota".
- Više si mi se sviđa kad si bija školjkoglavi - epizoda "Patrik Pametni" (govorila je Patriku).
- Ako 'oš bit moj prika, samo budi ono ča jesi - epizoda "Potrgane hlače".
- Vodin te doktoru odma' sada - epizoda "Sapunica".
- Da bismo spasili grad, moramo uništit javno dobro - epizoda "Došlo je iz Slanog plićaka".
- To je nisko, Kalamarko, čak i za tebe - epizoda "Sportovi".
- Spužvasti! - mnogo puta.

## Zanimljivosti
- Luna je originalno trebala biti Spužva Bobova djevojka.
- Ona je jedini ženski lik među glavnim likovima.
- Luna je odgovorna za uvođenje Božića kao praznika u Bikini dolini; to se dogodilo u epizodi "Božić tko?".
- U epizodi "Preživljavanje u prirodi", vidjelo se da Lunin brod izgleda kao džip.
- U prvoj sezoni Luna na svom astronautskom odijelu ima tri točkice; tek kasnije ima sliku žira. U prvoj sezoni joj se također ne vidi rep dok nosi odijelo. Krzno joj je tamnije boje, a lice malo drukčijeg oblika.
- U šestoj i desetoj sezoni Luna ima glavnu ulogu u tek jednoj epizodi.
- Iako se u kasnijim epizodama mnogo bavila znanošću, u epizodi "Čajanka" Luna nije bila svjesna da morska stvorenja ne mogu preživjeti bez vode.
- Ona je jedini glavni lik koji ima rep.
- Dok u originalnoj verziji Luna priča teksaškim naglaskom, u hrvatskoj sinkronizaciji Luna priča čakavskim narječjem.
- Hrvatski prijevod njezinog imena je Luna Frnjau, no on je malo čudan, jer u engleskom se ona zove Sandra "Sandy" Cheeks. Ponekad se, doduše, njezino prezime prevodi kao "Čiks", ali ne baš često.
- Luna Frnjau se ponekad imenuje kao "Vjeverica Luna"; to joj je postao nadimak.
- U epizodi "Vjeveričji rekord" je otkriveno da Luna ima oko stotinu rođaka svizaca.
- U epizodi "Sportovi" ona je rekla Kalamarku: "Ovo je nisko, Kalamarko, čak i za tebe". Istu stvar mu je rekao g. Kliještić u epizodi "Mala žuta knjiga".
- Ona je jedini glavni lik koji se nije zaljubio tijekom epizoda; ipak, smatra se da je Luna potajno zaljubljena u Spužva Boba.
- Luna je desnoruka.[25][40]
- Iako je glavni lik, Luna nije imala veću ulogu u prvom filmu. No, zato je imala važniju ulogu u drugom filmu, "Spužva izvan vode".
- Luna je jedini glavni lik koji nikad nije viđen potpuno gol, bez odjeće. Epizoda "Netko je s Lunom u kuhinji" se ne broji, jer je još imala na sebi grudnjak i gaćice.
- Luna je prvi ženski lik koji je progovorio u seriji.
- Luna se u starijim epizodama nije toliko bavila znanošću, nego više karateom; ona se bavi znanošću sve više kako epizode odmiču.
- Luna je jedini glavni lik koji je smeđe boje.